# سد وادي السداد الثالث
سد وادي السداد الثالث أحد سدود الطائف التاريخية.

## الوصف
ًهو سد بني في وادي السداد غرب شقصان التي تبعد إلى الجنوب الشرقي من الطائف قرربة ستين كيلومترًا، طوله أربعون مترًا، وسمكه 3.60م، وارتفاعه متر ونصف، بني بأسفل وادي السداد، على بعد اثنين كيلومتر من السد الثاني عند مخنق جبلين، تهدم جزء منه بطول 13.30 متر. وهو من النوع غير المتدرج. وتوجد حول السد آثار أطلال مبان متهدمة، وبلاد زراعية. يرجع تاريخ بنائه إلى العصر الأموي.